# Иманслям, Ержан Иманслямулы
Ержан Иманслямулы Иманслям (каз. Ержан Иманслямұлы Иманслям; 19 августа 1972, п. Качиры, Качирский район, Павлодарская область, Казахская ССР) — казахстанский государственный деятель. 

## Биография
Иманслям Ержан Иманслямулы родился 19 августа 1972 года в посёлке Качиры Качирского района Павлодарской области.

### Образование
В 1991 году окончил Красноармейский сельскохозяйственный техникум по специальности «техник-механик».
В 2007 году окончил Казахский институт правоведения и международных отношений со степенью бакалавра юриспруденции.
В 2014 году окончил Инновационный Евразийский университет со степенью бакалавра по экономике и бизнесу.
В 2017 году окончил Кокшетауский университет им. Абая Мырзахметова со степенью бакалавра в области организации перевозок, движения и эксплуатации транспорта.

### Трудовая деятельность
Трудовую деятельность начал в 1987 году рабочим строительного участка в с. Калиновка Качирского района. По завершении техникума в 1991-1992 годах работал слесарем-сантехником на комбинате строительных материалов и конструкций в п. Качиры.
После службы в пограничных войсках был монтажником стройуправления «Энергожилстрой 1» в Павлодаре.
В 1994-2000 годах работал на различных должностях в отделе внутренних дел и прокуратуре Качирского района.
В 2000-2005 годах занимался частной юридической практикой.
В 2005-2008 годах - руководитель аппарата акима Качирского района.
В 2008-2011 годах работал в акимате Аксу, Заместитель акима города Аксу.
В 2011-2013 годах - руководитель аппарата акима города Павлодара.
В 2013-2014 годах - заместитель акима города Павлодара.
В 2014-2015 годах работал в Управлении индустриально-инновационного развития.
В 2015-2017 годах - аким Тайыншинского района Северо-Казахстанской области.
С 2017 по июль 2020 года - сотрудник Министерства индустрии и инфраструктурного развития РК (МИИР), Руководитель Управления машиностроения комитета МИИР.
27 июля 2020 года назначен акимом города Павлодар.
С июля 2021 года - аким Павлодарского района.